# Пошта у Дніпрі
Пошта у Дніпрі — система поштового зв'язку в місті Дніпро.

## Історія

### Вільна поштова станція на Шляхетній
Невдовзі після заснування в Катеринославі з'явилася Вільна поштова станція купця Михайла Власова, що розташовувалася в одноповерховому будинку 1797 року на вулиці Князя Володимира Великого, 12 (тоді Шляхетній вулиці). 1810 року будівлю станції надбудували в середній частині.
Вільна поштова станція також слугувала як постоялий двір на поштовому тракті. Тут зупинялися Тарас Шевченко, Олександр Пушкін, Віссаріон Бєлінський, Михайло Щепкін, Микола Пирогов та багато інших відомих особистостей минулого.

### У будинку Щекутіна на Проспекті
1839 року поштова станція переїхала у придбаний за державний кошт двоповерховий будинок Щекутіна за сучасною адресою проспект Яворницького, 62. того ж року почав діяти поштовий маршрут Москва–Харків–Катеринослав. Ця будівля існувала до 1968 року, коли замість нього збудували багатоповерховий будинок.
У поштовій станції, що тепер є західною частиною сучасного Головпоштамту в грудні 1857 року з'явилися перші поштові марки. У жовтні 1859 року тут відкрилася перша в Катеринославі поштово-телеграфна станція. У листопаді 1897 року тут запрацювала перша телефонна станція.

### Головпоштамт
Невпинний розвиток поштово-телеграфно-телефонного зв'язку створив необхідність у побудові нової будівлі головної станції. Трьоповерхова будівля Головпоштамту споруджена на Катерининському проспекті, 90 зі східної сторони будинку Щекутіна у 1904—1905 роках за проектом архітектора В. В. Бочарова в стилі модерн. Будівля містила в собі усі поштово-телеграфні установи Катеринослава, за винятком управи поштового округа, що розташовувалася на Новошляхетній вулиці в будинку Вільчура.
При вході до Головпоштамту з проспекту розташовані приміщення для прийому телеграм, телеграмної експедиції, кабінет поштмейстера та поштмейстерська канцелярія. Далі слідує центральний зал Головпоштамту, що поділявся дерев'яними ґратами на частини для споживачів та операцій. За залом кімнати поштових експедицій, помічника керівника та інші. На другому поверсі розміщався телеграф; у підвальному — квартири службовців. Суміжню будівлю старої пошти віддали під квартири поштмейстера та його помічника.
Як свідчить меморіальна дошка в будівлі Головпоштамту побували багато відомих особистостей: Дмитро Яворницький, Олесь Гончар, Максим Рильський, Нестор Махно, Володимир Щербицький, Олексій Толстой, Григорій Петровський, Еммануїл Квірінг, Леонід Брежнєв.

## Пошта в місті
Місту Дніпру належать поштові індекси 49000-49999. З них використовуються індекси від 49004 до 49131.

### Соборний район

#### Гора (Нагірний)
- 49005 — проспект Науки, 13/15
- 49027 — провулок Феодосія Макаревського, 1б
- 49044 — вулиця Архітектора Олега Петрова, 21

#### Табірний
- 49010 — вулиця Героїв Рятувальників, 10

#### Мандриківка
- 49094 — Набережна Перемоги, 44

#### Лоцкам'янка
- 49100 — проспект Героїв, 3
- 49106 — проспект Героїв, 12 блок 29
- 49126 — бульвар Слави, 40

### Шевченківський район

#### Половиця (Центр)
- 49000 — Дніпровський поштамт — проспект Яворницького, 62

- 49069 — проспект Богдана Хмельницького, 8

#### Підстанція
- 49107 — проспект Науки, 118

#### 12 квартал
- 49007 — вулиця Данила Нечая, 19
- 49033 — вулиця 152-ї дивізії, 6
- 49066 — вулиця Козака Мамая, 12

#### Тополя
- 49040 — житловий масив Тополя-1, 18
- 49041 — Запорізьке шосе, 74
- 49037 — вул. Марії Сокіл, 14

#### Мирне
- 49057 — Сурсько-Литовська вулиця, 102

### Центральний район
- 49004 — проспект Олександра Поля, 2 — поштове відділення обласних органів влади у приміщенні Дніпровської обласної ради
- 49101 — проспект Лесі Українки, 21
- 49054 — проспект Олександра Поля, 91
- 49061 — вулиця Леоніда Стромцова, 7

#### Фабрика
- 49038 — Привокзальна вулиця, 11

### Чечелівський район
- 49006 — вулиця Надії Алексєєнко, 30
- 49008 — Робоча вулиця, 69
- 49015 — Амбулаторна вулиця, 50А

#### Верхній (мікрорайон вулиці Незалежності)
- 49055 — вулиця Незалежності, 1
- 49089 — вулиця Академіка Янгеля, 16

#### Чечелівка
- 49052 — Альпійський провулок, 20А

#### Шляхівка
- 49047 — Криворізька вулиця, 22Б

#### Краснопілля (Великий Ліс)
- 49048 — Дзеркальна вулиця, 2б
- 49073 — Татарська вулиця, 61б

### Новокодацький район

#### мікрорайон проспекту Мазепи
- 49064 — проспект Івана Мазепи, 2а

#### Західна Шляхівка
- 49035 — Сумська вулиця, 29

#### мікрорайон Західний
- 49102 — вулиця Данила Галицького, 31

#### Нові Кодаки
- 49019 — Курінна вулиця, 54
- 49068 — Новокодацька площа, 2

#### мікрорайон Покровський
- 49128 — вулиця Юрія Кондратюка, 10

#### мікрорайон Парус (Вітрило)
- 49018 — Моніторна вулиця, 2,

#### Діївка
- 49016 — Велика Діївська вулиця, 292
- 49072 — Добровільна вулиця, 5
- 49086 — Підгірна вулиця, 19

#### Сухачівка
- 49053 — Доблесна вулиця, 143А

#### Таромське
- 49020 — вулиця Старий Шлях, 3,
- 49131 — вулиця Академіка Павлова, 2

### Нижньодніпровський район

#### Мануйлівка
- 49023 — Мануйлівський проспект, 19,

#### Сахалин
- 49081 — вулиця Любарського, 14
- 49098 — вулиця Любарського, 14

#### Кирилівка
- 49024 — Універсальна вулиця, 27,

#### Султанівка
- 49026 — Калинова вулиця, 23
- 49083 — Подєбрадська вулиця, 5
- 49087 — Калинова вулиця, 74

#### Березинка
- 49125 — вулиця Марії Лисиченко, 17
- 49129 — Донецьке шосе, 122-к

#### Ломівка
- 49021 — Тульчинський провулок, 1
- 49075 — Кролевецька вулиця, 241
- 49080 — Донецьке шосе, 7

#### Кам'янка
- 49046 — Передова вулиця, 528а

#### Березанівка
- 49082 — Передова вулиця, 597

### Індустріальний район

#### Нова Султанівка
- 49074 — Слобожанський проспект, 121
- 49108 — Старочумацька вулиця, 82

#### Кучугури
- 49051 — проспект Петра Калнишевського, 18

#### Самарівка
- 49045 — Дзвінка вулиця, 30

#### Лівобережний
- 49130 — проспект Миру, 18

### Самарський район

#### Південний Вузол
- 49022 — вулиця Зимових походів, 26

#### Північний Вузол
- 49124 — Семафорна вулиця, 31

#### Шевченко (Самарь)
- 49043 — вулиця Андрощука, 1

#### Рибальське
- 49117 — Німецька вулиця, 22

#### Ігрень
- 49115 — Гайова вулиця, 51

#### Одинківка
- 49116 — Містечкова вулиця, 91а

#### Придніпровськ
- 49127 — вулиця Космонавтів, 35

#### Чаплі
- 49118 — Чаплинська вулиця, 100